# اسکات پیترز
اسکات پیترز (به انگلیسی: Scott Peters) نمایندهٔ حوزه انتخابیه کالیفرنیا از حزب دموکرات ایالات متحده آمریکا در مجلس نمایندگان ایالات متحده آمریکا است که برای نخستین‌بار در ۶ ژانویه ۲۰۱۳ میلادی به‌عضویت این مجلس درآمد.

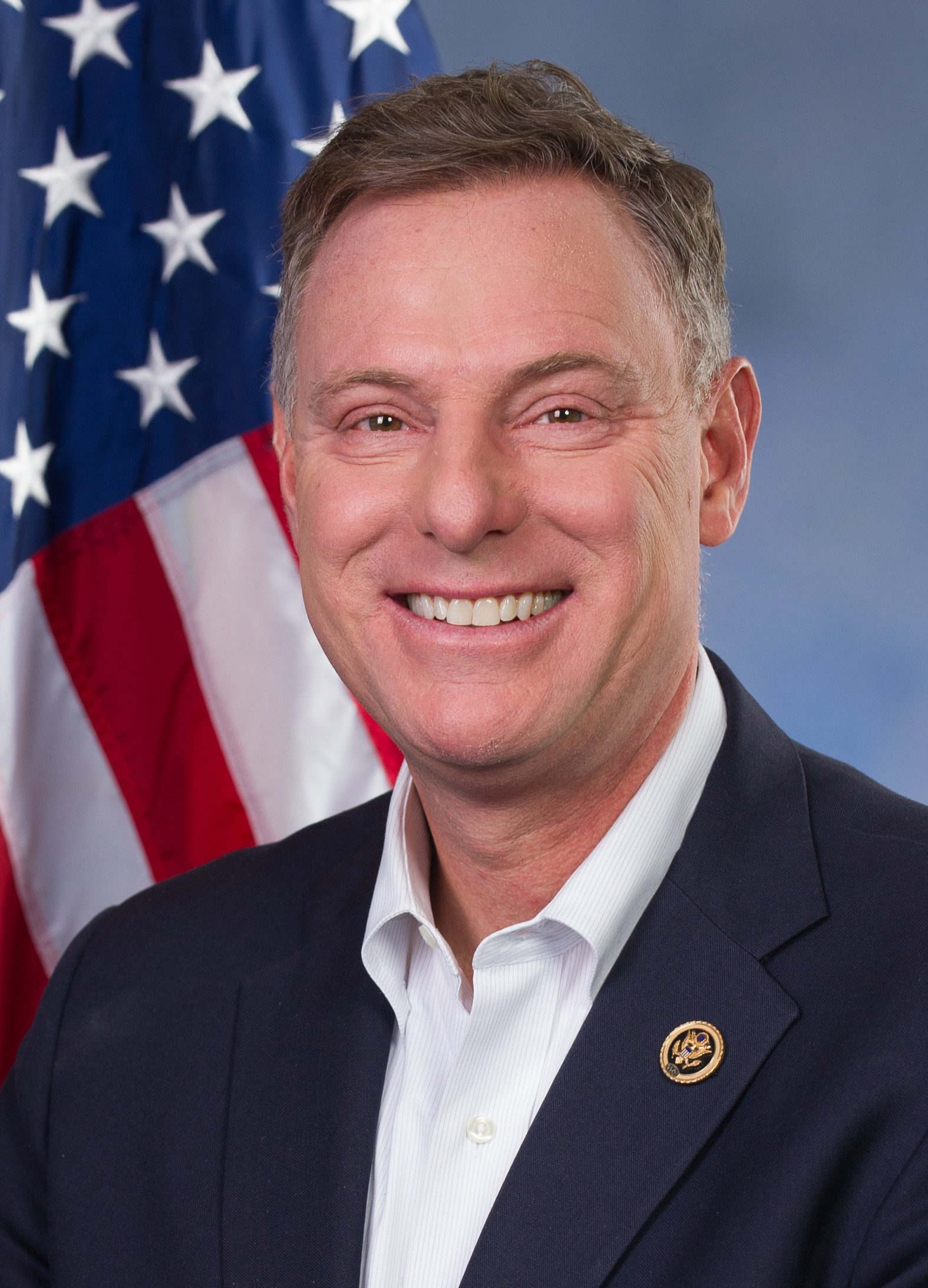